# Paul Dukas
Paul Abraham Dukas (Párizs, 1865. október 1. – Párizs, 1935. május 17.) francia zeneszerző, zenekritikus, zenetudós és tanár. A megfontolt, zárkózott természetű muzsikus maximalista és nagyon önkritikus volt, számos művét sutba dobta és megsemmisítette. Legismertebb műve A bűvészinas (L'apprenti sorcier) című  szimfonikus scherzo, melynek fénye elhalványította összes többi fennmaradt művét. Pedig ezek között van az Ariane et Barbe-bleue (Ariadné és a Kékszakáll) című opera, egy szimfónia, két jelentős mű szóló zongorára és a La Péri című táncköltemény is.
Abban az időben, amikor a francia zeneszerzőket konzervatív és progresszív kategóriába sorolták, Dukas nem tartozott egyikbe sem, viszont mindegyiküket csodálta. Zenéjére egyaránt hatással volt Beethoven, Berlioz, Franck, d’Indy és Debussy.
Zeneszerzői pályája mellett zenekritikusként is tevékenykedett: legalább öt francia újságba írt rendszeresen tudósításokat. Később a Párizsi Konzervatórium (Conservatoire de Paris) és az École Normale de Musique zeneszerzés professzorává nevezték ki, ahol tanítványai közé tartozott Maurice Duruflé, Olivier Messiaen, Manuel Ponce és Joaquín Rodrigo.

## Élete és művészete

### Gyermekkora
Dukas Párizsban született, egy háromgyermekes zsidó család második gyermekeként. Apja, Jules Jakob Dukas, bankár volt, édesanyja, Eugénie Gompertz tehetséges zongorista. Amikor Dukas ötéves volt, édesanyja meghalt harmadik gyermekének, Marguerite-Lucie-nek a születésekor. Dukas zongorázni tanult, de nem mutatott különösebb zenei tehetséget, viszont 14 éves korában, felépülvén egy súlyos betegségből komponálni kezdett. 1881 végén, tizenhat évesen beiratkozott a párizsi konzervatóriumba. Zongorázni Georges Mathias-nál,  összhangzattant Théodore Dubois-nál, zeneszerzést pedig Ernest Guiraud-nál tanult.. Iskolatársai közé tartozott Claude Debussy, akivel szoros barátságot kötött. Két korai nyitánya maradt fenn ebből az időből, a Goetz de Berlichingen (Götz von Berlichingen, 1883) és a  Le Roi Lear (Lear király, 1883). Ez utóbbinak a kéziratát az 1990-es években fedezték fel és 1995-ben mutatták be.

### Ifjúkora

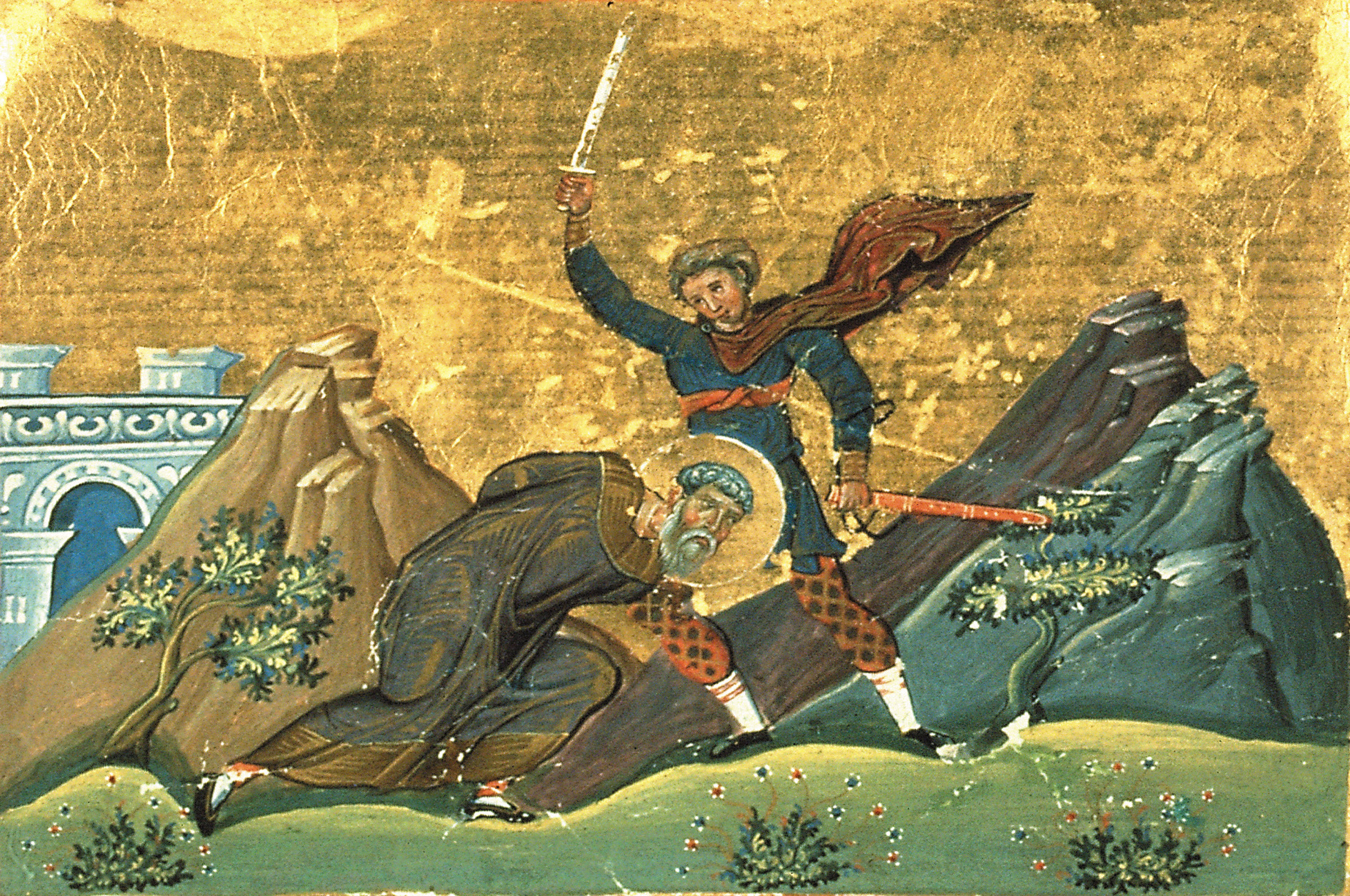
Polyeuctus örmény mártír, egy 10. századi bizánci miniatúrán

Dukas számos díjat nyert, köztük a rangos Római Díj második helyét, a Velléda című kantátájával, 1888-ban. Csalódottságában, hogy nem sikerült elnyernie az 1. helyezést, 1889-ben otthagyta a konzervatóriumot. A kötelező katonai szolgálat letöltése után kezdte meg kettős karrierjét, mint zeneszerző és zenekritikus.
Kritikusi pályája 1892-ben kezdődött, amikor tudósítást írt Richard Wagner A Nibelung gyűrűje című tetralógiájának a londoni Covent Garden-beli előadásáról, Gustav Mahler vezényletével. Ez a cikke a La Revue Hebdomadaire-ben jelent meg; később írt a Minerva, a La Chronique des Arts, a Gazette des Beaux-Arts és a Le Courrier Musical folyóiratokba is. Párizsi zeneszerzői bemutatkozása Polyeucte-nyitányának előadása volt, amelyet 1891-ben komponált, és amelyet a Lamoureux zenekar adott elő Charles Lamoureux irányításával, 1892 januárjában. A mű, amely Pierre Corneille tragédiáján alapul, mint annyi más francia kompozíció ebben az időszakban, Wagner hatását tükrözi, de egységes és felmutatja az egyéniség jegyeit is.
Bár Dukas számos művet írt, tökéletességre törekvő egyénisége folytán sok darabját megsemmisítette, mivel nem volt megelégedve velük. Csak kevés kompozíciója maradt fenn. A Polyeucte után, 1892-ben opera írásába fogott. Saját maga írta meg a librettót Horn et Riemenhild címmel, de csak egy felvonás zenéjével készült el „túl későn ismerve fel, hogy a mű kidolgozottsága inkább irodalmi, mintsem zenei”.
A C-dúr szimfóniát 1895–96-ban, 30-as éveinek elején komponálta. A művet Paul Vidal karmesternek ajánlotta, és az ő vezényletével mutatták be 1896-ban. Egy Dukas-ról írt tanulmányban, melyet Irving Schwerké a zeneszerző életének vége felé publikált, ez áll: „Ez a mű … a modernizmus pazar megjelenése klasszikus köntösben. Eszmei gazdagsága, nemes kifejezésmódja és építkezésének szilárdsága a kortárs zeneszerzés egyik legkiválóbb teljesítményévé teszi, és nagyszerű cáfolatát nyújtja annak az általános vélekedésnek, hogy egyetlen francia zeneszerző sem írt még jelentős szimfóniát.”
Akárcsak César Franck híres d-moll szimfóniája, Dukas műve is háromtételes, szemben a szokásos néggyel. Schwerké ezt írta róla:

„Egyéni és keresetlen kifejezésmódjával a C-dúr szimfónia szabad játékteret ad a szerző alkotó szellemének és túlfűtött érzelmeinek. Az energikus, szenvedéllyel teli első tétel (Allegro non troppo vivace) rendkívül ritmikus. Logikai szerkezete, erős tematikus anyaga, polifónikus gazdagsága és férfias hangszerelése üdítő életerőt sugároz és pompás színekkel szólal meg. A második tétel (Andante), éles ellentéte az elsőnek: a szerző tökéletesen megállapodott stílusát és dallamvilágának kimondhatatlan varázsát mutatja. A robusztus harmadik tétel (Allegro spiritoso) erőteljes befejezését adja a szimfóniának.”

A mű a bemutatón vegyes fogadtatásban részesült. A később karmesterként ismertté vált Désiré-Émile Inghelbrecht a zenekarban játszott a premieren és így írt: „A darab, amely ma már oly világos a számunkra, nemcsak a közönség tiltakozását váltotta ki, hanem a zenészekét is.” A mű a későbbiekben nagyobb sikert aratott, amikor a Lamoureux zenekar 1902-ben felelevenítette.
A szimfóniát egy újabb zenekari mű, Dukas messze a legismertebb kompozíciója, A bűvészinas (L'apprenti sorcier) című szimfonikus scherzo követte, egy rövid darab (10–12 perc közötti előadási időtartammal, amely Goethe költeményén (Der Zauberlehrling) alapul.)
Már Dukas életében arról írt a The Musical Quarterly, hogy e mű világhíre nem csupán az ő többi alkotását borította árnyékba, hanem az eredeti Goethe verset is. E darab népszerűsége magát Dukas-t is bosszantotta. 2011-ben a Grove Dictionary of Music and Musicians fogalmazta meg, hogy „A bűvészinas népszerűsége és a felvidító Disney filmváltozat (Fantázia) bizonyosan gátolta Dukas művészetének teljes megértését, minthogy ez az egy mű messze ismertebb, mint a szerzője.”

### A századelő
A bűvészinast követő évtizedben Dukas két összetett és technikailag igényes, nagylélegzetű művet alkotott szóló zongorára: a Zongoraszonátát, Saint-Saëns-nak ajánlva (1901), és a Variations, interlude et finale sur un thème de Rameau című darabot (Variációk, közjáték és finálé egy Rameau-témára) (1902). Dukas zongoraműveiben a kritikusok felfigyeltek Beethoven hatására, vagy még inkább „Beethovenre, ahogy őt César Franck értelmezte a francia elme számára”. Mindkét művet Édouard Risler, a korszak neves zongoraművésze mutatta be. Dukas komponált még két kisebb művet zongorára. A Szonáta, amelyet Edward Lockspeiser kritikus úgy jellemzett, hogy „óriási és kissé rejtélyes”, nem vált repertoár-darabbá, de az utóbbi időkben olyan jeles művészek kacérkodtak vele, mint Marc-André Hamelin és Margaret Fingerhut. Lockspeiser úgy fogalmaz a Rameau Variations-ról, hogy „jobban kidolgozott és megnyugtatóbb … Dukas új és átható szellemmel tölti meg a konvencionális formát.”
1899-ben még egyszer az operakomponálás felé fordult. Második kísérletét, a L'arbre de science-t (A tudás fája) befejezetlenül hagyta, de még ugyanabban az évben elkezdett dolgozni egyetlen befejezett operáján, az Ariane et Barbe-bleue-n (Ariadné és a Kékszakáll), amely Maurice Maeterlinck librettóján alapul. Az író a szövegkönyvet Edvard Griegnek szánta, de 1899-ben mégis felajánlotta Dukas-nak. Dukas hét évig dolgozott rajta és végül az Opéra-Comique-ban mutatták be, 1907-ben.

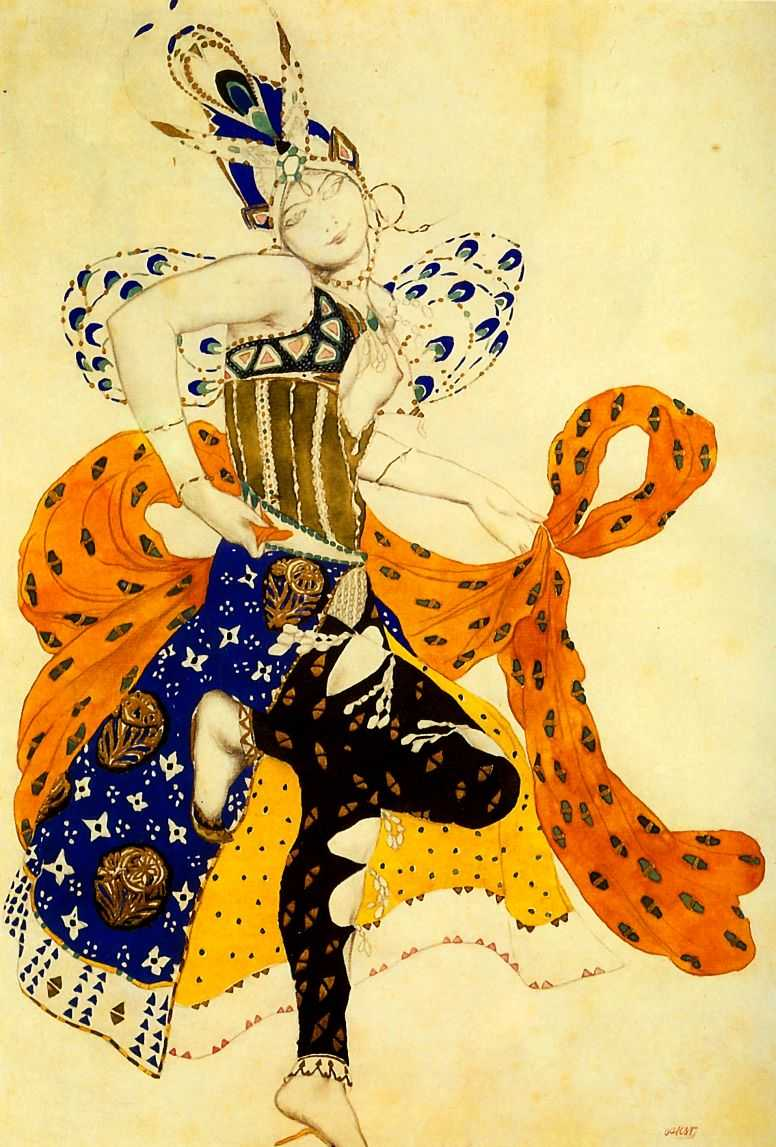
La Péri – Léon Bakst kosztümterve

Ezt az operát gyakran hasonlítják Debussy Pelléas et Mélisande-jához, amelyet már akkor bemutattak, amikor még Dukas a saját operáján dolgozott. Nem csupán arról van szó, hogy mindkét mű Maeterlinck-darab megzenésítése, hanem zenei hasonlóságok is felfedezhetők: Dukas még idéz is Debussy művéből. Bár az opera figyelemre méltó elismerést aratott, sikerét elhomályosította Richard Strauss nagyszerű művének, a Saloménak a párizsi bemutatója, pont ugyanabban az időben. Mindazonáltal, Dukas operáját a premier után nem sokkal bemutatták Bécsben (ahol igencsak felkeltette Arnold Schönberg körének figyelmét), Frankfurtban, Milánóban és New Yorkban. Nem vált a repertoárok rendszeres darabjává, Arturo Toscanini támogatása ellenére sem, aki sikerrel vezényelte New Yorkban három éven keresztül. Sir Thomas Beecham pártfogása sem bizonyult elegendőnek, pedig ő úgy jellemezte, hogy „egyike korunk legkitűnőbb lírai drámáinak”, és színpadra állította a Covent Gardenben 1937-ben. Az érdeklődés az 1990-es években éledt fel iránta, amikor Párizsban előadták a (Théâtre du Châtelet-ban, 1990) és Hamburgban (Staatsoper, 1997), illetve a 2007-ben a párizsi Opéra Bastille-ben.
Dukas utolsó nagy műve a pazar keleti balett, a La Péri volt, 1912-ben. A mű, amit a komponista „táncköltemény”nek nevezett, egy fiatal perzsa hercegről szól, aki elmegy a világ végére, hogy megszerezze a halhatatlanság lótuszvirágát, amelyet egy tündér, a La Péri őriz. Hogy élénkítse a balett nagyon nyugodt kezdetét, a szerző egy rövid fanfárt illesztett a darab elé („Fanfare pour précéder La Péri”), amellyel időt adott az akkori idők jellemzően zajos közönségének, hogy helyet foglaljanak, mielőtt a darab ténylegesen elkezdődne. A La Péri-t az orosz-francia táncosnő, Natalia Trouhanova számára írta Dukas, és ő is mutatta be a Châtelet-ban, 1912-ben. Gyagilev is tervezte műsorra venni az Orosz Balettel, de ez végül nem valósult meg. A társulat koreográfusa, Michel Fokin viszont színpadra állította A bűvészinast, balettként, 1916-ban.
1916-ban Dukas feleségül vette a portugál származású Suzanne Pereyrát (1883-1947). Egy gyermekük született, Adrienne-Thérèse, 1919 decemberében, aki 1958. március 25-én repülőgép-szerencsétlenség áldozata lett, Miami közelében. Halálát megelőzően New Yorkban lakott.

### Kései évek

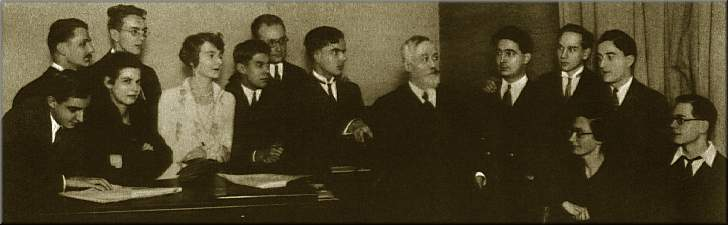
Paul Dukas és zeneszerzés osztályának hallgatói, 1929. A jobbszélen Olivier Messiaen látható, mellette Maurice Duruflé áll.

Életének utolsó éveiben Dukas a zeneszerzés hírneves professzorává vált. Amikor Charles-Marie Widor erről a posztról 1927-ben visszavonult, Dukas-t nevezték ki a helyére. Emellett a párizsi École Normale de Musique-ben is tanított. Számos tanítványa között találjuk Jehan Alaint, Elsa Barraine-t, Francis Chagrint, Carlos Chávezt, Maurice Duruflét, Georges Hugont, Jean Langlais-t,  Olivier Messiaent, Manuel Ponce-t, Joaquín Rodrigo-t, David Van Vactort és Xian Xinghait. Tanárként konzervatív volt ugyan, de mindig bátorította a tanítványait, például így: „Nyilvánvaló, hogy Ön valóban szereti a zenét. Soha ne feledje, hogy azt a szívével kell írnia, nem a fejével.” Tanítási módszeréről azt mondta, hogy „segíteni kell a fiatal muzsikusokat, hogy kifejezzék magukat, összhangban a saját természetükkel. A zene szükségképpen kifejez valamit, de ugyancsak ki kell fejeznie valakit, jelesül: a szerzőjét.” A Grove felhívja a figyelmet arra is, hogy az európai zene történetében való széles jártassága, illetve Rameau, Scarlatti és Beethoven műveinek kiadásában végzett munkája „különleges tekintélyt szerzett neki a történelmi stílusok tanításához.”
A La Péri után Dukas már nem fejezett be egyetlen nagyobb szabású kompozíciót sem, jóllehet – kortársához Jean Sibeliushoz hasonlóan – gyakran szóltak arról a hírek, hogy jelentős művön dolgozik. Többéves hallgatás után, 1920-ban alkotott egy darabot barátja, Debussy halálának emlékére, abban a kollektív tiszteletadásban, amelyben rajta kívül Bartók, Manuel de Falla, Goossens, Malipiero, Ravel, Albert Roussel, Erik Satie, Florent Schmitt és Sztravinszkij vett részt. A zongoradarab címe: La plainte, au loin, du faune.... Ezt egy Pierre de Ronsard-szonett, az Amours megzenésítése követte, énekhangra és zongorára, 1924-ben, a költő születésének négyszázadik évfordulójára.  Nem sokkal a halála előtt egy szimfonikus költeményen dolgozott, amelyet Shakespeare A vihar című drámája inspirált, melyet még 1918-ban franciára fordított, az opera-változat elkészítésének tervével.
Életének utolsó évében az Académie des Beaux-Arts (Szépművészeti Akadémia) tagjává választották. Bár kora francia zenéjének sem a progresszív, sem a konzervatív irányzatához nem csapódott, mindegyikükhöz jó barátsággal és elismeréssel viszonyult. 1920-ban Vincent d’Indy tanulmányt közölt Dukas zenéjéről; Debussy élete végéig a barátja maradt, bár úgy érezte, hogy Dukas zenéje nem eléggé francia; Saint-Saëns közösen dolgozott Dukas-val Guiraud befejezetlen operájának teljessé tételén, és mindketten foglalkoztak Jean-Philippe Rameau műveinek újrafelfedezésén és kiadásán; Fauré pedig neki ajánlotta II. zongorás kvintettjét, 1921-ben.
Dukas-nak 1935 első hónapjaiban háromszor is komoly szívproblémái voltak, teljes pihenésre kényszerült. Májusban újra tanítani kezdett, de tüdőödéma következtében május 17-én, 69 évesen meghalt. Elhamvasztották és hamvait a párizsi Père-Lachaise temető kolumbáriumában helyezték el.

## Művei

### A szerző által kiadott művek
- Polyeucte (Polyeuctus), zenekari nyitány (1891)
- Symphony in C (C-dúr szimfónia), (1895–96)
- L'apprenti sorcier (A bűvészinas), (1897)
- Piano Sonata (Esz-moll zongoraszonáta),[24] (1899–1900)
- Variations, Interlude et Finale sur un thème de Rameau (Variációk, közjáték és finálé egy Rameau-témára), zongorára (c.1899–1902)
- Ariane et Barbe-bleue (Ariadné és a Kékszakáll), opera (1899–1907)
- Villanelle (Villanella[25]), kürtre és zongorára[26] (1906)
- Prélude élégiaque sur le nom de Haydn[27][28] (Elégikus prelűd Haydn nevére), zongorára (1909)
- Vocalise-étude (alla gitana) (Vocalise-etűd, cigányosan), énekhangra és zongorára (1909)
- La Péri, balett (táncköltemény) (1911; később kiegészítve a Fanfare pour précéder La Péri-vel (1912))
- La plainte, au loin, du faune…(pièce écrite pour Le tombeau de Claude Debussy),[29] zongorára (1920)
- Amours, (Szerelmek), szonett énekhangra és zongorára (1924)
- Allegro (Allegro), zongorára (1925)
- Modéré (Moderato), zongorára (?) (1933; posztumusz kiadás: 1936)

### Korai publikált művek
- Air de Clytemnestre, énekhangra és kisegyüttesre (1882)
- Goetz de Berlichingen (Götz von Berlichingen), zenekari nyitány (1883)
- Le roi Lear (Lear király), zenekarra (1883)
- Chanson de Barberine (Barberine dala, Alfred de Musset versére,[30] szoprán hangra és zenekarra (1884)
- La fête des Myrthes (A mirtuszok ünnepe), kórusra és zenekarra (1884)
- L'ondine et le pêcheur[31] (A hableány és a halász, Théophile Gautier versére[32]), szoprán hangra és zenekarra (1884)
- Endymion (Endümión), kantáta három szóló énekhangra és zenekarra (1885)
- Introduction au poème "Les Caresses" (Bevezetés „Az ölelés” című költeményhez), zongorára (1885)
- La vision de Saül (Saul látomása), kantáta három szóló énekhangra és zenekarra (1886)
- La fleur (A virág), kórusra és zenekarra (1887)
- Fugue (Fúga) (1888)
- Hymne au soleil (Himnusz a Naphoz), kórusra és zenekarra (1888)
- Velléda (Velléda[33]), kantáta három szóló énekhangra és zenekarra (1888)
- Sémélé (Szemelé), kantáta három szóló énekhangra és zenekarra (1889)

### Elvetett illetve megsemmisített művek
- Horn et Riemenhild (Horn és Riemenhild[34]), opera (1892)
- L'arbre de science (A Tudás fája), opera (1899)
- Le fil de parque (A Párkák fonala), szimfonikus költemény (c.1908)
- Le nouveau monde (Az új világ), opera (c.1908–1910)
- Le sang de Méduse (Medúza éneke), balett (1912)
- Symphony No. 2 (II. szimfónia) (1912 után)
- Violin Sonata (Hegedűszonáta), (1912 után)
- La tempête (A vihar), opera (c.1918)
- Variations choréographiques, balett (1930)
- Egy cím nélküli zenekari darab a Boston Symphonic Orchestra számára (1932)

## Kották
- Dukas, Paul. International Music Score Library Project. (Hozzáférés: 2019. május 17.)

## Fordítás
- Ez a szócikk részben vagy egészben  a   Paul Dukas című angol Wikipédia-szócikk ezen változatának fordításán alapul.  Az eredeti cikk szerkesztőit annak laptörténete sorolja fel. Ez a jelzés csupán a megfogalmazás eredetét és a szerzői jogokat jelzi, nem szolgál a cikkben szereplő információk forrásmegjelöléseként.